# General Sound
General Sound je čtyřkanálový hudební interface k počítačům Sinclair ZX Spectrum a kompatibilním. Zařízení je vlastně samostatný počítač s procesorem Z80 specializovaným na přehrávání hudby. Díky tomu není při přehrávání hudby zatěžován procesor počítače, ke kterému je interface připojen.

## Popis interface
Interface umožňuje přehrávání hudebních modulů počítačů Amiga. Podporuje veškeré příkazy programu ProTracker, kromě příkazů E01 a EFX. Také je možné přehrávání samostatných samplů. Interface umožňuje také podmíněné přehrávání samplů, kdy je tento přehrán pouze v případě, že je k dispozici volný kanál, nebo je na některém z kanálů přehráván sampl s nižší prioritou, než jakou má sampl, který má být přehrán.
Přehrávání hudby pomocí General Soundu může být na ZX Spectru emulováno programovým emulátorem využívajícím hudebního čipu AY-3-8912, možné je i využití hudebního interface Turbo Sound. General Sound je emulován v emulátoru ZX Spectra UnrealSpeccy.
V roce 2011 byl vyvinut podobný hudební interface SID-Blaster/ZX pro přehrávání hudeb hudebním čipem SID.

## Technické informace
- procesor: Z80, 12 MHz,
- paměť RAM: 128 KiB (z toho 112 KiB pro moduly a samply) nebo 512 KiB (z toho 496 KiB pro moduly a samply),
- paměť ROM: 32 KiB,
- čtyři 8bitové D/A převodníky,
- frekvence při přehrávání samplů: 37,5 kHz.[6]

### Používané porty
General Sound používá ke své činnosti dva porty počítače, ke kterému je připojen:
| desítkově | šestnáctkově | význam |
| 179       | B3           | zápis: datový registr, čtení: výstupní registr |
| 187       | BB           | zápis: příkazový registr, čtení: stavový registr bit 7 - datový bit, signál, že jsou nová data ještě nebyla přečtena, bit 0 - příznak vykonávání posledního příkazu |

Tyto porty jsou také používány interfacem pro připojení pevného disku ZX-IDE IF, tudíž tato dvě zařízení nelze použít současně.

### Vnitřní procesor Z80
Protože interface obsahuje více paměti, než je adresový rozsah jeho procesoru Z80, je nutné paměť stránkovat:
|  | 65535 49152 | ROM                   | RAM 1 | RAM 2 | RAM 3 | RAM 4 | ... | RAM 15 |
|  | 49151 32768 | ROM                   | RAM 1 | RAM 2 | RAM 3 | RAM 4 |     | RAM 15 |
|  | 32767 16384 | spodní polovina RAM 1 |       |       |       |       |     |        |
|  | 16383 0     | spodní polovina ROM   |       |       |       |       |     |        |

Vnitřní procesor interface používá ke své činnosti následující porty:
| desítkově | šestnáctkově | význam |
| 0         | 00           | číslo stránky RAM v adresovém prostoru od 32768 (stránka č. 0 = ROM)                                              |
| 1         | 01           | čtení obsahu příkazového registru (registru BB z pohledu počítače)                                                |
| 2         | 02           | čtení obsahu datového registru (registru B3 z pohledu počítače)                                                   |
| 3         | 03           | zápis obsahu datového registru (registru B3 z pohledu počítače) – odeslání dat do ZX Spectra                      |
| 4         | 04           | stavový registr bit 7 - datový bit, bit 0 - příznak toho, že příkazový registr obsahuje nový příkaz od ZX Spectra |
| 5         | 05           | zápisem jakékoliv hodnoty na port dojde k vynulování bitu D0 stavového registru (port 04/port BB)                 |
| 6         | 06           | nastavení hlasitosti kanálu A                                                                                     |
| 7         | 07           | nastavení hlasitosti kanálu B                                                                                     |
| 8         | 08           | nastavení hlasitosti kanálu C                                                                                     |
| 9         | 09           | nastavení hlasitosti kanálu D                                                                                     |
| 10        | 0A           | nastavení bitu D7 stavového registru na nerovný hodnotě bitu D0 portu 0                                           |
| 11        | 0B           | nastavení bitu D0 stavového registru na rovný hodnotě bitu D5 portu 6                                             |

D/A převodníky jsou připojeny do adresového prostoru procesoru 6000h–7FFFh paralelně k paměti. Do D/A převodníku jsou data posílána při čtení z paměti, při zápisu do paměti data do D/A převodníků zapisována nejsou.
| od adresy           | do adresy           | D/A převodník                                                                               |
| 6000 6100 6200 6300 | 60FF 61FF 62FF 63FF | D/A převodník kanálu A D/A převodník kanálu B D/A převodník kanálu C D/A převodník kanálu D |
| 6400 6500 6600 6700 | 64FF 65FF 66FF 67FF | D/A převodník kanálu A D/A převodník kanálu B D/A převodník kanálu C D/A převodník kanálu D |
| ...                 | ...                 | ...                                                                                         |
| 7C00 7D00 7E00 7F00 | 7CFF 7DFF 7EFF 7FFF | D/A převodník kanálu A D/A převodník kanálu B D/A převodník kanálu C D/A převodník kanálu D |